# 西澤真蔵
西澤 真蔵（にしざわ しんぞう、1844年2月22日（天保15年1月5日） - 1897年（明治30年）3月1日）は、日本の実業家。麻布の行商から財をなし、愛知県の枝下用水（しだれようすい）の開削事業に私財を投じ、この事業を完成させた。

## 略歴
- 1844年（天保15年） - 近江国愛智郡八木荘村野野目（現在の滋賀県愛知郡愛荘町野々目）に生まれた。
- 1882年（明治15年） - 愛知県が枝下用水開削工事を始める。
- 1895年（明治17年） - 西加茂郡西枝下村の矢作川を水源として一部が開鑿された。
- 1887年（明治20年） - 再度愛知県が出資者を募り事業を再開。主な出資者として西沢真蔵が加わる。大阪の工場や商店などを弟の伊三郎に任せ、単身愛知県に向かう。名古屋に三河疏水事務所を開設し、西澤は理事長となる。
- 1889年（明治22年） - 難工事のため、資金を出していた4人の事業家が手を引く。次いで愛知県も事業から撤退する。西沢真蔵は私財を投げ打って工事を続ける。
- 1890年（明治23年） - 幹線用水と東用水が通水する。
- 1891年（明治23年） - 中用水が通水する。
- 1895年（明治27年） - 西用水が通水する。
- 1897年（明治30年） - 3月1日、工事の完成をみることなく、逝去。
- 1911年（明治44年） - 竣工。

死後、枝下川神社（愛知県豊田市平戸橋町波岩86-8）に祀られる。また、1956年（昭和31年）には、明治13年（1880年）の明治用水竣工の際に建てられた明治川神社（愛知県安城市）に、西澤真蔵が合祀された。

## 地域社会での伝承
愛知県豊田市の学校教育では西澤真蔵が枝下用水の開削者・功労者として登場する。学芸会の劇で演じられることもある。枝下用水の神社である枝下川神社に水神として祀られている。枝下用水の受益地域では毎年西澤講が開かれ、それぞれの地域において祭祀の対象とされている。長興寺の境内に石碑がある。